# Hembach
Hembach (odenwälderisch Hemisch) ist nach Einwohnern der kleinste Ortsteil der Gemeinde Brombachtal im südhessischen Odenwaldkreis.

## Geografische Lage
Hembach ist ein Ort im Westen des Brombachtaler Gemeindegebietes und liegt im Quellgebiet des Hembachs, knapp östlich der Wasserscheide zwischen Gersprenz und Mümling und einen Kilometer nördlich der Spreng im Böllsteiner Odenwald.

## Geschichte

### Ortsgeschichte
Entlang der Wasserscheide westlich des Ortes verlief eine als Hohe Straße und Alte Erbacher Straße  bezeichnete Altstraße. Das Bestehen des Ortes ist unter dem Namen Henebach seit 1408 urkundlich bezeugt. Hembach gehörte zur Herrschaft Breuberg, mit der er 1806 an das Großherzogtum Hessen gelangte.
Nach Auflösung der alten Amtsstruktur 1822 fiel der Ort in den Zuständigkeitsbereich des Landratsbezirks Breuberg und des Landgerichts Höchst, nach der Reichsjustizreform von 1877 ab 1879 in den des Amtsgerichts Höchst im Odenwald.
Hessische Gebietsreform (1970–1977)
Am 1. Oktober 1971 fusionierte die Gemeinde Hembach im Zuge der Gebietsreform in Hessen freiwillig mit vier Nachbargemeinden zur neuen Gemeinde Brombachtal.
Für den Ortsteile Hembach wurde ein Ortsbezirk mit Ortsbeirat und Ortsvorsteher nach der Hessischen Gemeindeordnung gebildet.

### Bevölkerung
Einwohnerstruktur 2011
Nach den Erhebungen des Zensus 2011 lebten am Stichtag dem 9. Mai 2011 in Hembach 138 Einwohner. Darunter waren 9 (6,5 %) Ausländer.
Nach dem Lebensalter waren 18 Einwohner unter 18 Jahren, 57 waren zwischen 18 und 49, 30 zwischen 50 und 64 und 33 Einwohner waren älter.
Die Einwohner lebten in 69 Haushalten. Davon waren 15 Singlehaushalte, 24 Paare ohne Kinder und 24 Paare mit Kindern, sowie 9 Alleinerziehende und kein Wohngemeinschaften. In 12 Haushalten lebten ausschließlich Senioren und in 39 Haushaltungen leben keine Senioren.
1961 wurden 73 evangelische  (97,33 %) und zwei katholische (2,67 %) Christen gezählt.
Einwohnerentwicklung
- 1730: 7 wehrfähige Männer

| Hembach: Einwohnerzahlen von 1834 bis 2020 | Hembach: Einwohnerzahlen von 1834 bis 2020 | Hembach: Einwohnerzahlen von 1834 bis 2020 | Hembach: Einwohnerzahlen von 1834 bis 2020 | Hembach: Einwohnerzahlen von 1834 bis 2020 |
| --- | ------------------------------------------ | ------------------------------------------ | ------------------------------------------ | ------------------------------------------ |
| Jahr |                                            |                                            |                                            | Einwohner                                  |
| 1834 | 1834                                       |                                            | 91                                         | 91                                         |
| 1840 | 1840                                       |                                            | 96                                         | 96                                         |
| 1846 | 1846                                       |                                            | 102                                        | 102                                        |
| 1852 | 1852                                       |                                            | 106                                        | 106                                        |
| 1858 | 1858                                       |                                            | 103                                        | 103                                        |
| 1864 | 1864                                       |                                            | 105                                        | 105                                        |
| 1871 | 1871                                       |                                            | 113                                        | 113                                        |
| 1875 | 1875                                       |                                            | 110                                        | 110                                        |
| 1885 | 1885                                       |                                            | 102                                        | 102                                        |
| 1895 | 1895                                       |                                            | 99                                         | 99                                         |
| 1905 | 1905                                       |                                            | 100                                        | 100                                        |
| 1910 | 1910                                       |                                            | 100                                        | 100                                        |
| 1925 | 1925                                       |                                            | 96                                         | 96                                         |
| 1939 | 1939                                       |                                            | 73                                         | 73                                         |
| 1946 | 1946                                       |                                            | 108                                        | 108                                        |
| 1950 | 1950                                       |                                            | 103                                        | 103                                        |
| 1956 | 1956                                       |                                            | 81                                         | 81                                         |
| 1961 | 1961                                       |                                            | 75                                         | 75                                         |
| 1967 | 1967                                       |                                            | 71                                         | 71                                         |
| 1970 | 1970                                       |                                            | 75                                         | 75                                         |
| 1980 | 1980                                       |                                            | ?                                          | ?                                          |
| 1990 | 1990                                       |                                            | ?                                          | ?                                          |
| 2000 | 2000                                       |                                            | ?                                          | ?                                          |
| 2011 | 2011                                       |                                            | 138                                        | 138                                        |
| 2020 | 2020                                       |                                            | 168                                        | 168                                        |
| Datenquelle: Historisches Gemeindeverzeichnis für Hessen: Die Bevölkerung der Gemeinden 1834 bis 1967. Wiesbaden: Hessisches Statistisches Landesamt, 1968. Weitere Quellen: ; Zensus 2011 |                                            |                                            |                                            |                                            |

## Kultur und Sehenswürdigkeiten
Ein 1907 erbautes zweistöckiges Fachwerkhaus, Wohnhaus eines großen Vierseithofes, steht unter Denkmalschutz.
Am zweiten Wochenende im September ist Kirchweih.

## Verkehr
Westlich der Ortslage Hembach führt die Kreisstraße K 211 vorbei, die nach Süden eine Verbindung zu der nahegelegenen Bundesstraße 47, der Nibelungenstraße, herstellt. Nach Osten führt die K 88 nach Kirchbrombach, dem Kernort von Brombachtal.